# Slate

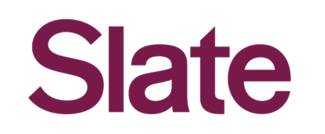
Logo da revista Slate

Slate é uma revista eletrônica estadunidense de atualidades, política e cultura. Politicamente orientada para a esquerda, foi criada em 1996 nos Estados Unidos, pelo editor Michael Kinsley. Inicialmente sob a propriedade da Microsoft, como parte do MSN,  em 21 de dezembro de 2004 foi comprada pela Washington Post Company. Desde 4 de junho de 2008, a Slate tem sido administrada pelo Grupo Slate, entidade criada pela Washington Post Company para desenvolver e gerenciar apenas revistas online.
A versão francesa (slate.fr) foi lançada em fevereiro de 2009 por um grupo de quatro jornalistas, incluindo Jean-Marie Colombani, Eric Leser  e o economista Jacques Attali. Os fundadores detêm 50% da companhia , enquanto o Grupo Slate detém 15%.
O site da Slate (ISSN 1091-2339), que é atualizado diariamente, cobre política, artes, cultura, esportes e notícias. A revista é conhecida (e às vezes criticada) por adotar posições contrárias às opiniões majoritárias, usando argumentos contraintuitivos.
É mantida por publicidade e está disponível para leitura gratuita desde 1999.

## Contribuidores notáveis e seus departamentos
| - Anne Applebaum Elizabeth - Christopher Hitchens - Fred Kaplan | - Eliot Spitzer - Michael Steinberger - Dana Stevens |

## Contribuidores notáveis anteriores
- Christopher Hitchens
- Atul Gawande
- Paul Krugman
- James Surowiecki
- Fareed Zakaria